# آنا (کشتی)
آنا (کشتی) (به انگلیسی: Anna (ship)) یک کشتی بود.